# Zwarte kuifarend
De zwarte kuifarend (Spizaetus tyrannus) is een roofvogel uit de familie van de havikachtigen die voorkomt in Midden en Zuid-Amerika.

## Kenmerken
Deze kuifarend is nauw verwant aan de bonte kuifarend; deze kuifarend is even groot, het is ook een solitair levende roofvogel. Het verenkleed is over het algemeen zwart van kleur, met uitzondering van de witte onderzijde. De staart heeft vier horizontale banden. 

## Verspreiding en leefgebied
De zwarte kuifarend komt voor van Midden-Mexico tot het oosten van Peru en het zuiden van Brazilië en het uiterste noorden van Argentinië. Evenals de bonte kuifarend bewoont de zwarte kuifarend laaglandbossen, aangrenzend open land en boomsavannes. 
De soort telt twee ondersoorten:
- S. t. serus: van centraal Mexico door noordelijk Zuid-Amerika tot centraal Brazilië, Bolivia en Peru.
- S. t. tyrannus: oostelijk en zuidelijk Brazilië, Uruguay en noordoostelijk Argentinië.

## Leefwijze
Kleine vogels en zoogdieren zoals opossums en kleine vleermuizen vormen het voedsel van deze vogel.

## Status
De zwarte kuifarend heeft een groot verspreidingsgebied en daardoor alleen al is de kans op uitsterven gering. De grootte van de populatie wordt geschat op 50-500 duizend volwassen individuen. Er is aanleiding te veronderstellen dat de soort in aantal achteruit gaat. Echter, het tempo ligt onder de 30% in tien jaar (minder dan 3,5% per jaar). Om die redenen staat deze kuifarend als niet bedreigd op de Rode Lijst van de IUCN.